# Маџули
Маџули или Маџоли (माजुली द्वीप) је речно острво у реци Брамапутра, Асам и 2016. године је постало прво острво које је постало дистрикт у Индији. Имало је површину од 880 km2 (340 sq mi) почетком 20. века али се значајно смањило због ерозије и покрива 352 km2 (136 sq mi)2014. године. Маџули се смањио док је река која га окружује порасла. Маџули је тренутно наведено као највеће речно острво на свету у Гинисовој књизи рекорда.
Острво чине река Брамапутра на југу и Керкутиа Ксути, притока Брамапутре, којој се на северу придружила река Субансири. Острво Маџули је доступно помоћу трајеката из града Џорхат. Острво је око 300—400 km (186—249 mi) источно од највећег града државе - Гувахати. Настало је услед промена тока реке Брамапутре и њених притока, углавном реке Лохит. Маџули је боравиште асамске нео-Вашнуизам културе.

## Историја
Првобитно је острво било дугачко, уско парче земљишта звано Маџоли (земљиште усред две паралелне реке) где је Брамапутра текла на северу и Буридихинг на југу док се нису среле у Лаку. Некада је био познат као Ратнапур и био је главни град моћног краљевства Чутија. Чести земљотреси у периоду 1661–1696. створили су услове за катастрофалну поплаву 1750. која је трајала 15 дана, која се помиње у историјским текстовима и огледа у фолклору. Као резултат ове поплаве, део Брамапутре се излио према југу у Буридихинг и формирано је острво Маџули.
Тачка ушћа Буридихинга преселила се 190 км источно, а јужни ток који је био Буридихинг постао је Бури Ксути. Северни ток, који је раније био Брамапутра, постао је Луит Ксути. Временом се проток у Луит Ксути смањио и ток је постао познат као Керкота Ксути; а Бури Ксути се ерозијом проширио и постао главна река Брамапутра.
Локално становништво говори углавном на асамском и мисинг језику. Неколицина говори и на Деори језику.
Маџули је културна престоница асамске цивилизације од 16. века; на основу писаних записа који описују посету Сриманте Санкардеве - социјалне реформаторке из 16. века. Санкардева, пионир средњевековног нео-вашнуизам покрета, проповедала је монотеистички облик хиндуизма назван вишнуизам и успоставила манастире и испосничке ћелије познате као сатре на острву.
Острво је убрзо постало водећи центар вашнуизма успостављањем ових сатри. Након доласка Британаца, и Маџули је био под влашћу Британаца све док Индија није стекла независност 1947. Од 2016. године то је највеће речно острво на свету.

## Култура и демографија
Становништво Маџулија састоји се од племена, не-племеске заједнице и каста. Племенске заједнице укључују Мисинге, Деорисе и Соновал Качарије. Касте укључују Каиварте, Бритиал Баниас итд. Не-племенске заједнице укључују Кох, Калитас, Ахомс, Чутиас, Кеот, Јогис, итд. Заједница Мисинг има највећу популацију на острву која се пре више векова доселила из Аруначал Прадеша у Маџули. Језици који се говоре су мисинг, асамски и деори. Острво има 144 села са популацијом од преко 150 000 и густином од 300 јединки по квадратном километру.
Трајектна линија која саобраћа шест пута дневно повезује Маџули са градом Џорхат. Ноћни супер аутобуси возе између Гувахтија до Маџулија преко Лакимпура. Упркос урођеним недостацима, модернизам је дотакнуо ово острво, успостављањем медицинских центара и образовних установа. Куће су такође промењене од традиционалних кућа од бамбуса и блата на бетонске зграде.

### Фестивали
Фестивал Али аје лиганг прославља се средином фебруара са великом помпом и представом. Празнује се пет дана почев од друге среде фебруара до наредне седмице (прва среда месеца фагуна). Домаћа јела попут пуранг апина (пиринач умотан у посебне листове), апонга (пиринчано пиво) и јела од свињског меса, рибе и пилетине се послужују. Традиционални мисинг плес Гумраг Соман изводи се у сваком селу славећи свемогући Донји поло (мајку Сунце и оца Месеца) молећи за добру годину жетве.
Друге фестивале попут Божића слави већина хришћана племена Мисинг у горњем делу Маџулија, где је село Јенграимук епицентар хришћана. Маџули је културна престоница и колевка асамске цивилизације у последњих 500 година. Сатре чувају старине попут оружја, посуђа, накита и друге предмете од културног значаја. Керамика се израђује у Маџулију од глине и суши у сушионицама на исти начин на који су то радили народи древне цивилизације Харапан. Социолози су нагласили очување ових јединствених народа, чија култура и плесни облици нису дотакнути модернизмом. Ручни разбој ових племена је међународно познат.
Практично свака особа на острву је укључена у тродневни фестивал раас, који приказује живот Кришне. Људи удаљени стотине километара долазе да прославе овај фестивал, укључујући бројне емигранте из заједнице. Сатре су усавршиле одређене уметничке и занатске традиције, које се сада могу наћи само овде. На пример, у Натун Самугури Сатри још увек се може наћи занат за прављење маски; а у Камалабари Сатри праве се најфинији чамци.

### Нео-Вишнуизам Сатре
Острво је било средиште асамске нео-вишнуизам културе, инициране око 15. века од стране асамске светице Сриманте Санкардева и њеног ученика Мадхавдева. Многе Сатре или манастири које је светица изградила и даље опстају и представљају живописну асамску културу. Светитељка се склонила у Маџули и провела неколико месеци у Белогурију у западном Маџулију. Данас раде само двадесет и две од првобитних шездесет и пет сатри. Шездесет пет од шест стотина шездесет и пет оригиналних сатри у Асаму налазило се у Маџулију.
Главне преживеле Сатре су:
- Дакинпат Сатра
- Гарамурх Сатра
- Ауниати Сатра
- Камалабари Сатра
- Нарасхингха Сатра
- Бенегенаати Сатра
- Схамагури Сатра
- Бихимпур Сатра

## Екологија
Мочвара, Маџули је богато флором и фауном, настањују је многе ретке и угрожене врсте авифауне укључујући птице селице које долазе у зимској сезони. Међу овде виђеним птицама налазе се индијски марбу, пеликан, сибирски ждрал и звиждаљка. Након мрака дивље гуске и патке лете у јатима на удаљена одредишта. Острво је готово без загађења због недостатка загађујућих индустрија и фабрика, као и због хроничних киша.
Острво је угрожено због велике ерозије тла на његовим обалама. Разлог за ову величину ерозије су велики насипи изграђени у суседним градовима узводно како би спречили ерозију током сезоне монсуна када се река шири обалама. Резултат је реакција бурне Брамапутре на острву, која еродира већи део подручја. Према извештајима, 1853. године укупна површина Маџулија била је 1.150 км2 и око 33% ове копнене масе еродирано је у другој половини 20. века. Од 1991. године преко 35 села је збрисано. Истраживања показују да би за 15–20 година Маџули могао да престане да постоји.
Да би спасила острво, индијска влада је санкционисала око 55 милиона америчких долара за заштиту острва. Одељење за водне ресурсе и Одбор Брамапутра труде се да реше проблем ерозије овог острва у последње три деценије, али без већег успеха. Недавно је сугерисано да аутопут са четири траке заштићен бетонском простирком дуж јужне границе Маџулија и ископ речног корита реке Брамапутра могу да реше проблем. Пројекат такође укључује две поплавне капије за Керкатиа Сути, која је притока Брамапутре. Влада још треба да спроведе пројекат обнове реке Брамапутре. Ипак, послата је номинација Унеску за проглашење Маџулија за место светске баштине.
Локални еколошки активиста Џадав Пајенг засадио је шуму од 550 хектара, познату као Молаи шума за борбу против ерозије на острву. Већи део острва биле су површине неплодне, песковите, и подложне ерозији, али захваљујући Пајенговом пошумљавању постале су бујне шуме. Шума је постала станиште животиња, укључујући слонове, тигрове, јелене и супове.

## Економија

### Индустрије
Главна привредна грана је пољопривреда, а пиринач је главна култура. Маџули има богату и разноврсну пољопривредну традицију, узгаја се чак 100 врста пиринча. Риболов је такође међу главним гранама индустрије након пољопривреде. Риболов, млекарство, керамика, ткање на разбоју и израда чамаца су друге важне економске активности.
Ручни разбој је главно занимање међу осиромашеним становништвом села. Иако је претежно некомерцијално занимање, оно заокупља многе становнике. Ткање је изврсно и сложено уз употребу разних боја и текстура памука и свиле, посебно свиле Муга.

### Туризам
Маџули је удаљен 20 км од Џорхата. Аутобусом или унајмљеним таксијем може се доћи до Нимати Стимер Гата одакле саобраћају трајектне линије.
Град Лакимпур је на северу, а Голагат на југозападу. Град Сибсагар је на југоистоку, а Џорхат на југу. На крајњем истоку је округ Дибругар.

#### Посматрање птица
Јужни део острва је рај за љубитеље птица. Најбоље време за посету је између новембра и марта, јер су временски услови и поглед на дивље животиње задовољавајући. Постоје три локације за посматрање птица.

## Политика
Маџули (изборна јединица Видан Саба) потпада под 99 изборних јединица законодавне скупштине Асам. Под јурисдикцијом је Аутономног савета Мисинг који има три изборне јединице.
Маџули је један од 9 скупштинских сегмената изборне јединице Лакимпур Лок Саба. Тренутно је Сарбананда Соновал (2014–) посланик (члан парламента) из странке Баратија Јаната. Тренутно је главни министар Асама.

## фото галерија
- Камаламари сатра
- Дакинпат храм
- Дакинпат сатра
- Из једне сатре
- Улаз у Ауниати сатру
- Камалабари пошта